# Serie A 1941/1942
Soutěžní ročník Serie A 1941/1942 byl 42. ročník nejvyšší italské fotbalové ligy a 13. ročník pod názvem Serie A. Konal se od 26. října 1941 do 14. června 1942. Soutěž vyhrál poprvé ve své klubové historie Řím.
Nejlepším střelcem této sezony se stal italský fotbalista Aldo Boffi (Milán), který vstřelil 22 branek a vyhrál tak po dvou letech již potřetí střelecký titul.

## Události

### Před sezonou
Obhájce titulu Boloňa se rozloučila s Ferrarim (Juventusu), Corsim (Vis Pesaro) i s Mainim, který po 12 letech odešel dohrát kariéru do Ferrari. Ambrosiana-Inter nechalo odejít do Juventusu tři skvělé hráče: Locatelliho, Olmiho a brankář Peruchettiho. Také odešel Ferraris (Turín). Juventus se ještě posílil o brankáře Ceresoliho (Janov). Městský rival Turín se posílil o střelce Gabetta a Borela (Juventus) a též o Mentiho (Fiorentina). Další přestupy byly: Pasinati (Novara – Triestina), Buscaglia (Milán – Savona) a Gei (Brescia – Fiorentina).

### Během sezony
Sezona začala až 26. října. Již od začátku se do vedení dostal Řím. Poté sice na pět kol přenechalo vedení Turínu, ale celou sezonu měl pod kontrolou. Titul tak poprvé slavil klub z hlavního města. Druhé místo obsadil Turín, který měl o tři body méně. Velké překvapení bylo na třetím místě. To obsadilo díky mladíkům Mazzoliho a Loikovi klub Benátky.
Sezóna byla obzvláště špatná pro Ambrosianu a také Milan, kteří se propadli na 12. a 10. místo v tabulce, jen pár bodů od sestupu. Prvním sestupujícím byla Modena a druhým se stala Neapol, která prohrála v posledním kole a její soupeř o sestup Livorno vyhrálo svoje utkání.

## Účastníci
| Klub             | Město     | Stadion                     | Trenér                                      | Nejlepší střelec          |
| ---------------- | --------- | --------------------------- | ------------------------------------------- | ------------------------- |
| Ambrosiana-Inter | Milán     | Arena Civica                | Ivo Fiorentini (1.–22. kolo) Ferenc Molnár  | Carlo Alberto Quario (6)  |
| Atalanta         | Bergamo   | Stadio Mario Brumana        | János Nehadoma                              | Giovanni Gaddoni (8)      |
| Benátky          | Benátky   | Stadio Pier Luigi Penzo     | Giovanni Battista Rebuffo                   | Francesco Pernigo (12)    |
| Boloňa           | Boloňa    | Stadio Littoriale           | Hermann Felsner                             | Héctor Puricelli (14)     |
| Fiorentina       | Florencie | Stadio Giovanni Berta       | Giuseppe Galluzzi                           | Renato Gei (18)           |
| Janov            | Janov     | Stadio Luigi Ferraris       | Guido Ara                                   | Bruno Ispiro (17)         |
| Juventus         | Turín     | Stadio Benito Mussolini     | Giovanni Ferrari (1.–14. kolo) Luis Monti   | Riza Lushta (15)          |
| Lazio            | Řím       | Stadio Nazionale            | Alexander Popovic                           | Silvio Piola (18)         |
| Liguria          | Janov     | Stadio del Littorio         | Adolfo Baloncieri                           | Giuseppe Castelli (11)    |
| Livorno          | Livorno   | Stadio Edda Ciano Mussolini | József Viola                                | Vinicio Viani (10)        |
| Milán            | Milán     | Arena Civica                | Mario Magnozzi                              | Aldo Boffi (22)           |
| Modena           | Modena    | Stadio Cesare Marzari       | Alfredo Notti (1.–14. kolo) Giuseppe Girani | Valeriano Ottino (6)      |
| Neapol           | Neapol    | Stadio Partenopeo           | Antonio Vojak                               | Umberto Busani (8)        |
| Řím              | Řím       | Stadio Nazionale            | Alfréd Schaffer                             | Amedeo Amadei (18)        |
| Turín            | Turín     | Stadio Filadelfia           | Tony Cargnelli (1.–18. kolo) András Kuttik  | Guglielmo Gabetto (16)    |
| Triestina        | Terst     | Campo del Littorio          | Mario Villini                               | Giuliano Tagliasacchi (7) |

## Tabulka
| Poř. | Tým              | Z  | V  | R  | P  | VG | OG | B  |
| ---- | ---------------- | -- | -- | -- | -- | -- | -- | -- |
| 1.   | Řím              | 30 | 16 | 10 | 4  | 55 | 21 | 42 |
| 2.   | Turín            | 30 | 16 | 7  | 7  | 60 | 39 | 39 |
| 3.   | Benátky          | 30 | 15 | 8  | 7  | 40 | 25 | 38 |
| 4.   | Janov            | 30 | 13 | 11 | 6  | 53 | 35 | 37 |
| 5.   | Lazio            | 30 | 14 | 9  | 7  | 55 | 37 | 37 |
| 6.   | Juventus         | 30 | 12 | 8  | 10 | 47 | 41 | 32 |
| 7.   | Boloňa           | 30 | 12 | 5  | 13 | 50 | 37 | 29 |
| 8.   | Triestina        | 30 | 8  | 13 | 9  | 29 | 32 | 29 |
| 9.   | Fiorentina       | 30 | 11 | 5  | 14 | 51 | 50 | 27 |
| 10.  | Milán            | 30 | 10 | 7  | 13 | 53 | 53 | 27 |
| 11.  | Liguria          | 30 | 10 | 7  | 13 | 39 | 56 | 27 |
| 12.  | Ambrosiana-Inter | 30 | 7  | 12 | 11 | 31 | 47 | 26 |
| 13.  | Atalanta         | 30 | 8  | 8  | 14 | 34 | 47 | 24 |
| 14.  | Livorno          | 30 | 9  | 6  | 15 | 35 | 57 | 24 |
| 15.  | Neapol           | 30 | 8  | 7  | 15 | 32 | 51 | 23 |
| 16.  | Modena           | 30 | 6  | 7  | 17 | 23 | 59 | 19 |

Poznámky
- Z = Odehrané zápasy; V = Vítězství; R = Remízy; P = Prohry; VG = Vstřelené góly; OG = Obdržené góly; B = Body
- za výhru 2 body, za remízu 1 bod, za prohru 0 bodů.
- při rovnosti bodů se rozhodovalo na základě poměru gólů (vstřelené góly ÷ obdržené góly).

|  | Mistr ligy        |
|  | Sestup do Serie B |

## Statistiky

### Výsledková tabulka
|            | Ambrosiana | Atalanta | Benátky | Boloňa | Fiorentina | Janov | Juventus | Lazio | Liguria | Livorno | Milán | Modena | Neapol | Řím | Turín | Triestina |
| ---------- | ---------- | -------- | ------- | ------ | ---------- | ----- | -------- | ----- | ------- | ------- | ----- | ------ | ------ | --- | ----- | --------- |
| Ambrosiana | –          | 0:0      | 1:1     | 0:1    | 0:1        | 1:1   | 4:1      | 0:1   | 2:1     | 1:1     | 2:2   | 1:0    | 5:1    | 0:2 | 2:3   | 1:1       |
| Atalanta   | 1:1        | –        | 1:0     | 0:2    | 2:1        | 0:0   | 2:3      | 3:0   | 1:1     | 4:0     | 0:2   | 3:0    | 5:1    | 2:2 | 1:3   | 1:1       |
| Benátky    | 0:0        | 1:0      | –       | 1:0    | 2:1        | 2:1   | 2:0      | 0:2   | 2:1     | 2:1     | 2:0   | 3:1    | 4:1    | 0:1 | 3:1   | 2:0       |
| Boloňa     | 0:1        | 4:0      | 2:0     | –      | 2:3        | 1:1   | 2:0      | 2:2   | 2:2     | 7:1     | 3:1   | 4:0    | 1:2    | 1:2 | 1:0   | 2:0       |
| Fiorentina | 4:1        | 0:1      | 1:3     | 2:5    | –          | 2:0   | 1:1      | 3:1   | 4:1     | 2:0     | 4:3   | 8:0    | 0:1    | 2:2 | 2:1   | 2:1       |
| Janov      | 6:1        | 1:0      | 1:0     | 3:2    | 4:0        | –     | 1:4      | 1:2   | 1:1     | 3:1     | 1:1   | 6:0    | 3:0    | 2:0 | 4:3   | 0:0       |
| Juventus   | 4:0        | 1:1      | 0:0     | 1:1    | 4:2        | 1:1   | –        | 2:0   | 3:0     | 2:3     | 3:2   | 1:1    | 1:1    | 2:0 | 3:0   | 1:0       |
| Lazio      | 2:2        | 2:1      | 2:1     | 5:1    | 1:1        | 1:1   | 2:1      | –     | 4:0     | 3:0     | 2:2   | 2:1    | 1:0    | 1:1 | 4:1   | 5:0       |
| Liguria    | 0:1        | 1:0      | 0:2     | 2:1    | 1:1        | 3:4   | 2:1      | 4:1   | –       | 4:2     | 1:0   | 2:1    | 2:1    | 0:3 | 1:0   | 2:2       |
| Livorno    | 3:0        | 3:1      | 1:1     | 1:1    | 3:1        | 0:0   | 1:2      | 2:1   | 2:0     | –       | 0:2   | 2:2    | 2:0    | 0:2 | 1:1   | 1:0       |
| Milán      | 2:1        | 1:3      | 1:1     | 2:0    | 2:1        | 3:0   | 1:1      | 2:5   | 3:2     | 0:2     | –     | 7:1    | 3:1    | 4:2 | 2:5   | 2:2       |
| Modena     | 1:1        | 2:0      | 0:1     | 1:0    | 1:1        | 2:3   | 0:2      | 1:0   | 1:1     | 3:0     | 1:0   | –      | 1:0    | 0:0 | 0:3   | 0:1       |
| Neapol     | 0:1        | 3:0      | 1:1     | 1:2    | 1:0        | 0:0   | 4:1      | 1:1   | 1:1     | 2:1     | 2:1   | 2:1    | –      | 1:1 | 0:0   | 0:1       |
| Řím        | 6:0        | 2:0      | 0:0     | 1:0    | 1:0        | 1:2   | 2:0      | 2:1   | 7:0     | 4:0     | 2:0   | 2:0    | 5:1    | –   | 0:0   | 0:0       |
| Turín      | 1:1        | 9:1      | 2:1     | 1:0    | 3:1        | 1:1   | 2:1      | 1:1   | 3:2     | 1:0     | 1:0   | 2:0    | 5:3    | 2:2 | –     | 2:0       |
| Triestina  | 0:0        | 0:0      | 2:2     | 1:0    | 2:0        | 2:1   | 3:0      | 0:0   | 0:1     | 5:1     | 2:2   | 1:1    | 1:0    | 0:0 | 1:3   | –         |

### Střelecká listina
| Pořadí | Jméno             | Klub       | Branky |
| ------ | ----------------- | ---------- | ------ |
| 1.     | Aldo Boffi        | Milán      | 22     |
| 2.     | Silvio Piola      | Lazio      | 18     |
| 2.     | Amedeo Amadei     | Řím        | 18     |
| 2.     | Renato Gei        | Fiorentina | 18     |
| 4.     | Bruno Ispiro      | Janov      | 17     |
| 5.     | Guglielmo Gabetto | Turín      | 16     |
| 6.     | Riza Lushta       | Juventus   | 15     |
| 7.     | Héctor Puricelli  | Boloňa     | 14     |
| 7.     | Silvestro Pisa    | Lazio      | 14     |
| 7.     | Romeo Menti       | Turín      | 14     |

## Vítěz
| Serie A Vítěz pro rok 1941/42 |
| ----------------------------- |
| AS Řím                        |
|                               |